# 224
224 (CCXXIV) je bilo prestopno leto, ki se je po julijanskem koledarju začelo na četrtek.

## Dogodki
- Sasanidi zavladajo Perziji.